# Романов Борис Олександрович
Бори́с Олекса́ндрович Рома́нов (29 січня (10 лютого) 1889, Санкт-Петербург — 18 липня 1957, Ленінград) — радянський історик, професор ЛГУ.

## Родина
Батько — Олександр Дементійович Романов, інженер, професор Інституту інженерів шляхів сполучення. Знав західноєвропейські і східні (у тому числі китайську) мови.
Мати — Марія Василівна, уроджена Шатова, шкільний лікар.

## Освіта
Закінчив історико-філогогіческій факультет Санкт-Петербурзького університету в 1912 році. Доктор історичних наук (1941, тема дисертації: «Нариси дипломатичної історії російсько-японської війни»), професор (1947). Належав до «петербурзької школи» істориків, своїм вчителем вважав О. Є. Преснякова.

## Наукова та педагогічна діяльність

### Початок наукової діяльності
В університеті спеціалізувався на історії Стародавньої Русі. Залишився при університеті для підготовки до професорського звання, одночасно, викладав в середніх навчальних закладах, займався написанням статей для словника Ф. А. Брокгауза та І. А. Єфрона і «Російської енциклопедії».
У 1918—1929 роках був співробітником Центрархіву: старший архівіст, завідувач економічної секцією. Під його керівництвом були зібрані фонди міністерств фінансів, торгівлі і промисловості, банків і акціонерних товариств. Це визначило його інтерес до історії економічної політики Росії на Далекому Сході, що призвело до написання низки статей, а потім виданню капітальної праці «Росія в Маньчжурії». Прийшов до висновку, що рушійною силою російської експансії на Далекому Сході було міністерство фінансів на чолі з С. Ю. Вітте. Поєднував вибір актуальної теми з ретельним джерелознавським аналізом, що було незвично для часу, коли в моді були ідеологізовані схеми, часто погано підкріплені фактами. Такий підхід зустрів нерозуміння з боку як «офіціозної» школи Покровського, так і традиційних представників «петербурзької школи» (останні вважали, що історик не повинен займатися актуальними для того часу темами).  
Одночасно, в 1919—1927 рр. викладав у Петроградському (Ленінградському) університеті.

### Арешт, в'язниця, табір
13 січня 1930 р. був заарештований за «Академічною справою», засуджений до п'яти років позбавлення волі. Більше року провів у попередньому ув'язненні, потім на будівництві Біломорсько-Балтійського каналу (1931—1933). За «заліком робочих днів» ув'язнення було скорочено на півтора року. При арешті у нього були вилучені всі зібрані за роки роботи наукові матеріали, які потім не були повернуті.

### Відновлення праці
Після звільнення з табору співпрацював з академічними науковими установами на договірній основі, займався технічною роботою: складав бібліографічні покажчики, писав картки для давньоруського словника. Готував внутрішні рецензії на історичні монографії, склав хрестоматію «Революція 1905 р. і західноєвропейська преса», підготував навчальний посібник для вивчення «Руської Правди».
У 1941—1944 рр. працював в Інституті історії матеріальної культури АН СРСР. У 1944—1950 — професор історичного факультету Ленінградського державного університету. З 1944 — науковий співробітник Ленінградського відділення Інституту історії АН СРСР (ЛВІІ). Під час Другої Світової війни перебував в евакуації в Ташкенті. Після війни випустив три великі праці — дві капітальні монографії («Люди і звичаї стародавньої Русі» та «Нариси дипломатичної історії російсько-японської війни», а також коментарі до «Руської Правди»).

### «Люди і звичаї стародавньої Русі»
Книга «Люди і звичаї стародавньої Русі» — свого роду колективний портрет людей і нариси моралі домонгольської Русі. В її основі скрупульозний аналіз того невеликого числа письмових джерел, які дійшли до нашого часу від XI — початку XIII ст.
У 1949 книга Б. А. Романова була піддана різкій критиці за «мізантропічний», хмурний характер, надмірну увагу до сексуальних, інтимних моментів. Автор був звинувачений в тому, що «об'єктивно опинився на помилкових позиціях», що знаходяться «в прямому протиріччі» із завданням виховувати «почуття національної гордості нашої великої Батьківщини, почуття радянського патріотизму». У результаті була скасована рекомендація експертної комісії про присудження його книзі «Нариси дипломатичної історії російсько-японської війни» Сталінської премії (і в цій праці були виявлені «об'єктивістські помилки»). Романов був звільнений з Ленінградського університету. Його відмовилися допускати до матеріалів Архіву зовнішньої політики Росії. В даний час книга «Люди і звичаї стародавньої Русі» вважається класичною.

### Останні роки
На початку 1950-х займався виданням Судебника 1550 року — пам'ятника російській юридичної думки. У 1953 ЛВІІ АН СРСР, в якому працював Романов, було ліквідоване, але історик залишився працювати у Відділі древніх рукописів і актів. Через два роки інститут був відновлений. В останні роки життя працював над новим, істотно розширеним виданням «Нарисів дипломатичної історії російсько-японської війни».

## Б.О.Романов про киян та новгородців у «Руській Правді»
|  | Все це записано було в Києві про «русина», жителя півдня з полян, що втягувався в побут князівсько-дружинної верхівки. Розчерком пера за Ярослава в 1016 р. до цього права були долучені й новгородські «словенин» та «ізгой», людина неясного, може бути і племінного, походження, що укорінився в «словенській» столиці (тобто Новгороді). |

## Головні праці

### Статті
- Смердий конь и смерд: (В летописи и Русской Правде) // Известия ОРЯС. СПб, 1908. Т. XII, кн. 3.
- Витте и концессия на р. Ялу: Документальный комментарий к «Воспоминаниям» гр. С. Ю. Витте // Сборник статей по русской истории, посвящённых С. Ф. Платонову. Пг., 1922.
- Концессия на Ялу. К характеристике личной политики Николая II // Русское прошлое. Т. 1. Пг, 1923.
- «Лихунчангский фонд»: Из истории русской империалистической политики на Дальнем Востоке // Борьба классов. 1924. № 1-2.

### Монографії
- Россия в Маньчжурии (1892—1906). Очерки по истории внешней политики самодержавия в эпоху империализма / Под ред. В. Ю. Визе и Р. Л. Самойловича. — Л.: Изд.-во Ленинградского Восточного Института имени А. С. Енукидзе, 1928.
- Очерки дипломатической истории русско-японской войны, 1895—1907. 2-е изд. М.-Л., 1955 (первое издание — 1947).
- Люди и нравы древней Руси. Л.: Издательство Ленинградского Государственного Ордена Ленина университета, 1947 (второе издание: М.-Л., 1966, с подзаголовком «Историко-бытовые очерки XI—XIII вв.»; 3-е издание: М., 2002).

### Комментарі
- Комментарии к «Русской Правде» // Правда Русская, т. 2. М.-Л., 1947.